# Ylli Shkodër
El Ylli Shkodër fue un equipo de fútbol de Albania que jugó en la Superliga de Albania, la primera división de fútbol en el país.

## Historia
Fue fundado en el año 1900 en la ciudad de Shköder como un equipo aficionado que pasó jugando en las divisiones regionales antes de la Segunda Guerra Mundial.
Al finalizar la Segunda Guerra Mundial en 1945 participaron en la Superliga de Albania por primera y única vez, ya que a pesar de terminar en tercer lugar de su zona el club fue disuelto.